# Héraðsflói
La Héraðsflói, toponyme islandais signifiant littéralement en français « la baie du comté », est une baie d'Islande situé dans le Nord-Est du pays. Elle est délimitée au nord-ouest par la Fagradalsfjöll, au sud par le Héraðssandur, au sud-est par l'Ósfjöll et s'ouvre au nord-est sur la mer du Groenland. La Jökulsá á Brú et le Selfjólt se jettent tous les deux dans la baie.